# Megaphthalma pallida
Megaphthalma pallida är en tvåvingeart som först beskrevs av Fallen 1819.  Megaphthalma pallida ingår i släktet Megaphthalma och familjen kolvflugor. Arten är reproducerande i Sverige. Inga underarter finns listade i Catalogue of Life.